# Barry Allen
Barry Allen Rasmussen (* 29. Juli 1945 in Edmonton, Alberta; † 4. April 2020) war ein kanadischer Rockmusiker.

## Werdegang
Allen begann seine musikalische Karriere als Backgroundsänger und Gitarrist für Wes Dakus and the Rebels, was die Aufmerksamkeit des Produzenten Norman Petty auf ihn lenkte. Dies führte im Jahr 1965 zur Veröffentlichung von zwei Singles und seinem Debütalbum „Goin' places“. Einen Tophit hatte er im darauf folgenden Jahr mit „Love drops“.
Nach zwei weiteren, jedoch erfolglosen Singles trennte sich die Plattenfirma Capitol von ihm; nach einem Intermezzo mit Barry Allen and the Lords kehrte er 1970 mit der Band Painter zurück, die jedoch nur eine LP veröffentlichte.
Allen, der auch einen Juno Award erhielt, gründete Mitte der 1970er Jahre sein eigenes Aufnahmestudio, Homestead Records.

## Veröffentlichungen

### LP
- 1965: Goin' places
- 1966: Love drops
- 1970: Barry Allen

(mit Painter)
- 1970: Painter

### Singles
- 1965: It's all right with me now
- 1965: Easy come easy go
- 1966: Love drops
- 1967: I know you don't want me no more
- 1967: Armful of teddy bears